# Transport kolejowy na Mauritiusie
Transport kolejowy na Mauritiusie – system transportu kolejowego, o rozstawie szyn 1435 mm, działający na terenie Mauritiusu. Funkcjonował w latach 1864–1964, a w 2019 roku uruchomiono kolej lekką pod nazwą Metro Express.

## Historia

### Lata 1864–1964

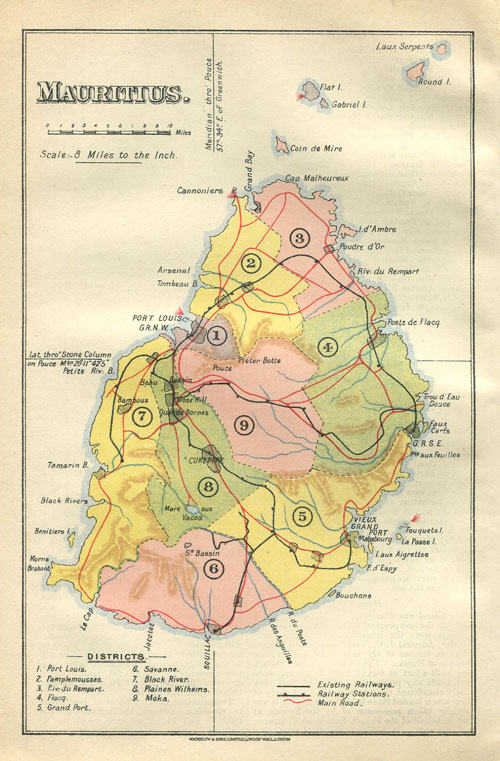
Sieć kolejowa Mauritiusu w 1910 roku; linie kolejowe oznaczone zostały kolorem czarnym

Początki kolei na Mauritiusie sięgają lat 60. XIX wieku, kiedy to 23 maja 1864 roku oddano do użytku North Line z Port Louis do stacji Grand River South East. Linia ta miała 49,9 km długości. 22 października 1865 roku otwarto Midlands Line na trasie Port Louis – Mahébourg przez Beau Bassin, Rose Hill, Quatre Bornes, Vacoas-Phoenix, Curepipe i Rose-Belle, długości 56 km. 11 grudnia 1876 roku otwarto linię Moka – Flacq o długości 42 kilometrów, łączącą się z obiema wcześniej wybudowanymi liniami. Wkrótce otwarto osiemnastokilometrowe odgałęzienie linii Midlands z Rose-Belle do Souillac.
Na początku XX wieku Mauritius posiadał około 200 kilometrów linii kolejowych. W najlepszym okresie koleje Mauritius Government Railways posiadały 52 parowozy, 200 wagonów pasażerskich i 750 wagonów towarowych. Linie kolejowe służyły przede wszystkim do przewozu trzciny cukrowej, ale kursowały również pociągi pasażerskie oraz pociągi towarowo-osobowe.
21 września 1903 roku otwarto odgałęzienie Long Mountain długości 6,5 km, a 27 sierpnia 1904 roku oddano do użytku linię Black River z Port Louis do Tamarin. Powstawały też mniejsze odgałęzienia, służące głównie uprawom trzciny cukrowej i cukrowniom.
Po II wojnie światowej nastąpił spadek przewozów, a kolej zaczęła przegrywać z rozwijającym się transportem drogowym. W roku 1956 długość czynnych linii kolejowych spadła do 146 km, a liczba eksploatowanych lokomotyw wynosiła 47. Ostatni pociąg pasażerski wyjechał w trasę 31 marca 1956 roku na trasę pomiędzy Port-Louis a Curepipe. Pociągi towarowe kursowały do 1964 roku.

### Od 2019 roku

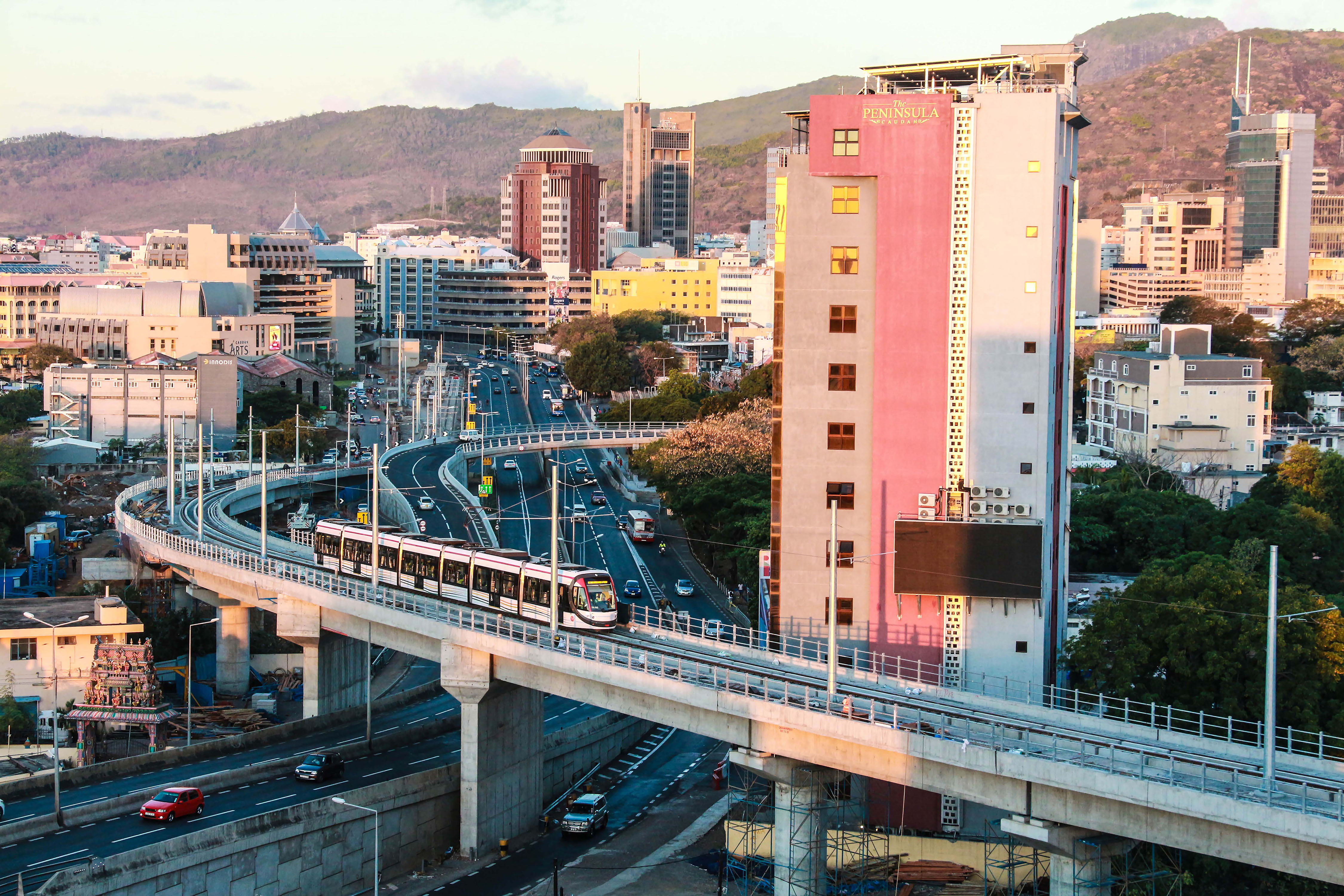
Metro Express (2019)

Metro Express (stan na 2021)

26 października 2016 roku powołano państwową spółkę Metro Express Limited, odpowiedzialną za powstanie systemu kolei lekkiej Metro Express.
W 2019 roku oddano do użytku pierwszy 13-kilometrowy odcinek nowego systemu łączący Port Louis z Rose Hill. Wiosną 2021 roku otwarto kolejny 2,5-kilometrowy odcinek z Rose Hill do Quatre Bornes. Jesienią 2022 roku otwarto dalszy 10,5 km z Quatre Bornes do Curepipe. Na części swojej długości trasa nowej linii przebiega po śladzie dawnej linii Midland. W styczniu 2023 roku otwarto przedłużenie długości 0,6 km od stacji Victoria do Aapravasi Ghat w Port Louis, wraz z 3,4-kilometrowym odgałęzieniem z Rose Hill do Ébène i Réduit.